# 豊福晋平
豊福 晋平（とよふく しんぺい、1967年（昭和42年）- ）は、日本の教育学者。
1995年東京工業大学大学院総合理工学研究科博士課程中退を経て、現在は国際大学グローバル・コミュニケーション・センター（GLOCOM）の主任研究員/准教授。専門は教育情報化、学習者中心、社会的構成主義、ICT脱教具論、オープンデータ。
実績として、文部科学省・学校の第三者評価の評価手法等に関する調査研究「学校からの情報提供の充実等に関する調査研究」（2008）、文部科学省・緊急スクールカウンセラー等派遣事業・東日本大震災被災地のための学校広報支援「ともしびプロジェクト」（2011～）など。
2020年には、文科省のGIGAスクール構想における、実現標準仕様に準拠した端末の一斉ベンチマーク結果を公開している

## 略歴
1967年(昭和42年)　誕生 
1985年(昭和60年)　私立函館ラ・サール中学校・高等学校  卒業
1990年(平成2年)　横浜国立大学教育学部心理学科 卒業
1992年(平成4年)　横浜国立大学大学院教育学研究科修士課程 修了
1995年(平成7年)　東京工業大学大学院総合理工学研究科博士課程 中退
1995年(平成7年） 国際大学グローバル・コミュニケーション・センターGLOCOM非常勤研究員
1996年(平成8年)　同センター研究員
1998年(平成10年) 同センター助手
1999年(平成11年)  同センター主任研究員
2000年(平成12年)  同センター講師
2004年(平成16年)  同センター助教授
2007年(平成19年)　同センター准教授
2012年(平成24年)　同センター主幹研究員
2019年 日本デジタル・シティズンシップ教育研究会　共同代表理事

## 実績
1995年 国際大学グローバル・コミュニケーション・センターGLOCOM・Apple協同による「メディアキッズ」プロジェクト
2020年 GIGAスクール構想対象機種ベンチマークを実施。

## 著書
- 豊福晋平『自ら語れば学校はもっと愛される　―学校広報の視点から学校ホームページを考える (学校力アップシリーズ)』プラネクサス、2016年。ISBN 978-4905111108。
- 阿部 和広 、 豊福 晋平、芳賀 高洋『小学校の先生のための Why!?プログラミング 授業活用ガイド』日経BP、2018年。ISBN 978-4822254513。
- 豊福晋平、砂田薫、他『智場#120特集号 子どもの未来と情報社会の教育』国際大学グローバル・コミュニケーション・センター、2016年。ISBN 978-4904305140。